# Corent
Corent est une commune française située dans le département du Puy-de-Dôme, en région Auvergne-Rhône-Alpes. Elle fait partie de l'aire d'attraction de Clermont-Ferrand.

## Géographie

### Localisation
Le bourg est situé sur le flanc oriental du puy de Corent, sur la rive gauche de l'Allier.
Cinq communes sont limitrophes de Corent :
| Veyre-Monton | Les Martres-de-Veyre |              |
|              | Corent               |              |
| La Sauvetat  | Authezat             | Vic-le-Comte |

### Géologie et relief
Le puy de Corent est partagé entre les communes de Veyre-Monton (où se trouve, au sud-ouest, le point culminant, à 621 m) et de Corent. La partie du plateau qui dépend de Corent, au nord-est, est plus petite et moins élevée (autour de 560 m) ; c'est sur cette partie que se trouve le site archéologique de l'oppidum de Corent.
Corent est un village de vignerons ; les vignes sont principalement situées sur le versant sud du puy. Il fait partie du vignoble des côtes-d'auvergne.

### Transports
Le territoire communal est traversé par les routes départementales 96 (reliant Authezat au sud et Longues, village de la commune de Vic-le-Comte, au nord-est) et 786 (reliant le village de Soulasse, commune de Veyre-Monton, à la D 96).

### Climat
Pour des articles plus généraux, voir Climat d'Auvergne-Rhône-Alpes et Climat du Puy-de-Dôme.
En 2010, le climat de la commune est de type climat océanique dégradé des plaines du Centre et du Nord, selon une étude du Centre national de la recherche scientifique s'appuyant sur une série de données couvrant la période 1971-2000. En 2020, Météo-France publie une typologie des climats de la France métropolitaine dans laquelle la commune est exposée à un climat de montagne ou de marges de montagne et est dans la région climatique Nord-est du Massif Central, caractérisée par une pluviométrie annuelle de 800 à 1 200 mm, bien répartie dans l’année.
Pour la période 1971-2000, la température annuelle moyenne est de 11,2 °C, avec une amplitude thermique annuelle de 16,9 °C. Le cumul annuel moyen de précipitations est de 828 mm, avec 8,7 jours de précipitations en janvier et 6,5 jours en juillet. Pour la période 1991-2020, la température moyenne annuelle observée sur la station météorologique de Météo-France la plus proche, « Plauzat_sapc », sur la commune de Plauzat à 6 km à vol d'oiseau, est de 11,3 °C et le cumul annuel moyen de précipitations est de 606,8 mm,. Pour l'avenir, les paramètres climatiques de la commune estimés pour 2050 selon différents scénarios d'émission de gaz à effet de serre sont consultables sur un site dédié publié par Météo-France en novembre 2022.

## Urbanisme

### Typologie
Au 1er janvier 2024, Corent est catégorisée ceinture urbaine, selon la nouvelle grille communale de densité à sept niveaux définie par l'Insee en 2022.
Elle appartient à l'unité urbaine de Veyre-Monton, une agglomération intra-départementale regroupant quatre  communes, dont elle est une commune de la banlieue,,. Par ailleurs la commune fait partie de l'aire d'attraction de Clermont-Ferrand, dont elle est une commune de la couronne,. Cette aire, qui regroupe 209 communes, est catégorisée dans les aires de 200 000 à moins de 700 000 habitants,.

### Occupation des sols
L'occupation des sols de la commune, telle qu'elle ressort de la base de données européenne d’occupation biophysique des sols Corine Land Cover (CLC), est marquée par l'importance des forêts et milieux semi-naturels (47,5 % en 2018), une proportion identique à celle de 1990 (47,5 %). La répartition détaillée en 2018 est la suivante : zones urbanisées (29,3 %), forêts (24,2 %), milieux à végétation arbustive et/ou herbacée (23,3 %), zones agricoles hétérogènes (16,5 %), terres arables (6,6 %). L'évolution de l’occupation des sols de la commune et de ses infrastructures peut être observée sur les différentes représentations cartographiques du territoire : la carte de Cassini (XVIIIe siècle), la carte d'état-major (1820-1866) et les cartes ou photos aériennes de l'IGN pour la période actuelle (1950 à aujourd'hui).

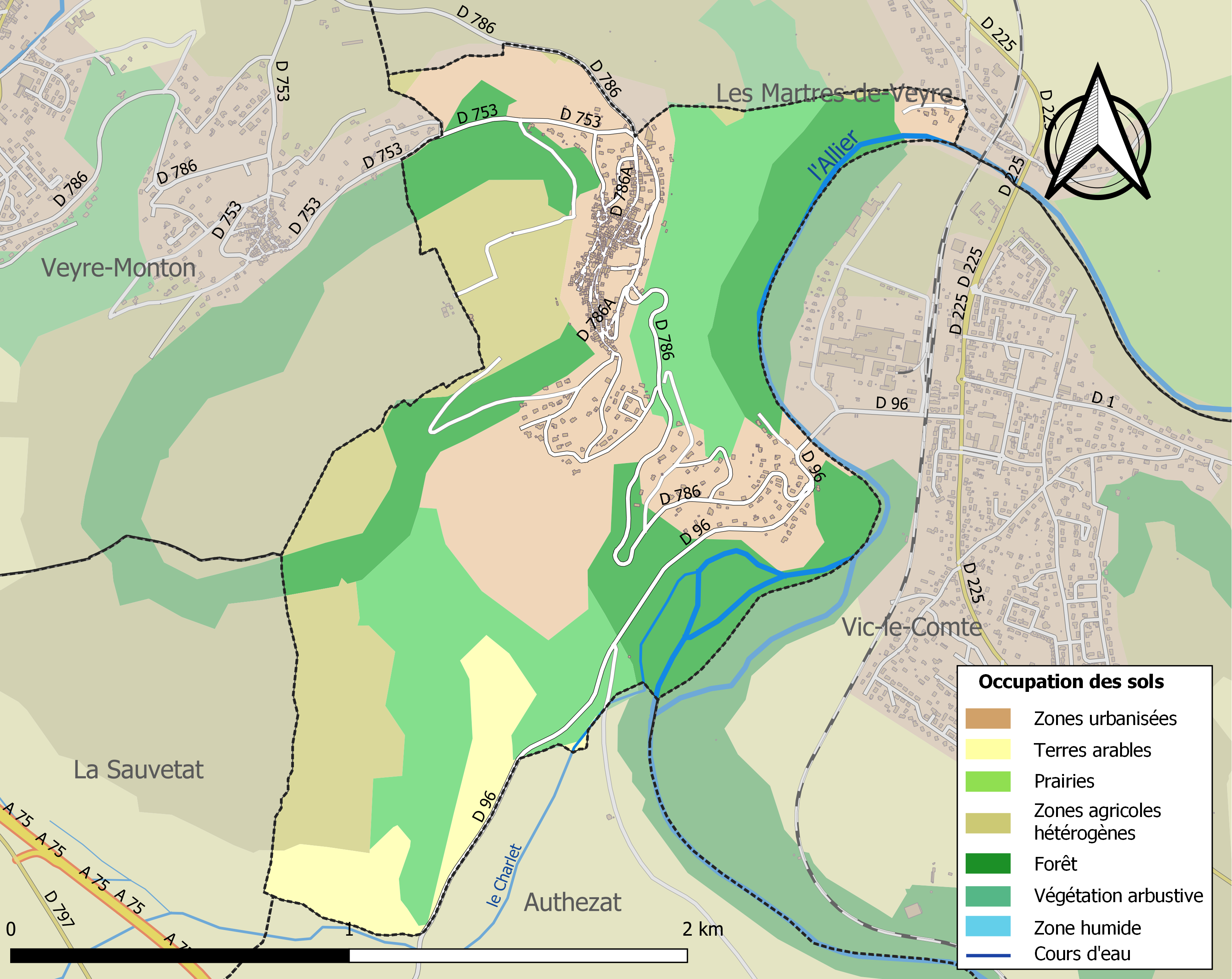
Carte des infrastructures et de l'occupation des sols de la commune en 2018 (CLC).

## Histoire

### Protohistoire et Antiquité (du Néolithique à l'époque gallo-romaine)
La commune de Corent abrite les restes d'un important oppidum gaulois, sur un site qui fut occupé dès le Néolithique. Au regard des fouilles effectuées, le site présente une longue occupation. Le Néolithique est représenté par un site palissadé et une sépulture collective un peu plus récente. L'âge du Bronze est abondamment illustré par des découvertes d'objets métalliques de toutes les étapes de cette époque et surtout par les vestiges d'une vaste agglomération datée de la fin de l'âge du Bronze final (Xe et IXe siècles), une des plus étendues que l'on connaisse en France. Cette agglomération rassemble de nombreuses habitations sur poteaux plantés et centrées sur un foyer en argile. Les fouilles ont permis d'observer régulièrement de petits dépôts volontaires (épingle, bracelet, os de faune), sans doute rituels, sous ces foyers. Après un court abandon, une nouvelle agglomération est aménagée vers 600 av. J.-C. Abandonnée à la suite d'un incendie, elle présente des vestiges bien conservés, en particulier des séries de vases écrasés en place qui constituent aujourd'hui le corpus le plus important connu pour la période. Puis le site ne fait plus l'objet que de fréquentations jusqu'à la fin du IIe siècle av. J.-C. Il semble que l'oppidum de Corent ait été alors la capitale des Arvernes avant Gergovie. Les fouilles récentes ont retrouvé les traces d'un important sanctuaire, avec certaines pièces exceptionnelles, telle une gravure représentant le sanctuaire en élévation, mis au jour en 2001. Les découvertes archéologiques ont aussi confirmé les textes antiques sur les banquets et distributions organisées par les rois arvernes comme Luernios ou Bituitos. Les fouilles ont aussi mis en évidence, à proximité de la place se situant devant le sanctuaire, un habitat aristocratique présentant des signes de romanisation antérieurs à la conquête. Des travaux d'aménagement du site ont entraîné en octobre 2009 la découverte d'un trophée gaulois révélant des umbo de bouclier, une cotte de mailles et des éléments d'une enseigne militaire. L'équipe de Matthieu Poux, de l'université Lumière-Lyon II, a mis au jour les restes d'un bâtiment constitué de gradins en bois d'une vingtaine de mètres de diamètre, construit entre le IIe et le Ier siècle av. J.-C. Cet édifice, construit sur le modèle du bouleutérion grec, avec son parterre central en U entouré de gradins pourrait être la salle de réunion du Sénat gaulois évoqué par Jules César.
En août 2015, un important ensemble de silos à grains est découvert, également par l'équipe de Matthieu Poux.

### Époque moderne et contemporaine
Le village actuel de Corent s'installe à cet endroit au Moyen Âge. Il dépend de la paroisse voisine d'Authezat.
À la Révolution, Corent est rattaché aux Martres-de-Veyre et ne devient une commune autonome qu'en 1875.

## Politique et administration

### Découpage territorial
La commune de Corent est membre de la communauté de communes Mond'Arverne Communauté, un établissement public de coopération intercommunale (EPCI) à fiscalité propre créé le 1er janvier 2017 siégeant à Veyre-Monton, et par ailleurs membre d'autres groupements intercommunaux. Jusqu'en 2016, elle faisait partie de la communauté de communes Gergovie Val d'Allier Communauté.
Sur le plan administratif, elle est rattachée à l'arrondissement de Clermont-Ferrand, à la circonscription administrative de l'État du Puy-de-Dôme et à la région Auvergne-Rhône-Alpes.
Sur le plan électoral, elle dépend du canton des Martres-de-Veyre pour l'élection des conseillers départementaux, depuis le redécoupage cantonal de 2014 entré en vigueur en 2015, et de la quatrième circonscription du Puy-de-Dôme pour les élections législatives, depuis le dernier découpage électoral de 2010.

### Élections municipales et communautaires

#### Élections de 2020
Le conseil municipal de Corent, commune de moins de 1 000 habitants, est élu au scrutin majoritaire plurinominal à deux tours avec candidatures isolées ou groupées et possibilité de panachage. Compte tenu de la population communale, le nombre de sièges à pourvoir lors des élections municipales de 2020 est de 15. La totalité des quinze candidats en lice est élue dès le premier tour, le 15 mars 2020, avec un taux de participation de 44,81 %.

#### Chronologie des maires
| Période                                  | Période                    | Identité            | Étiquette | Qualité              |
| ---------------------------------------- | -------------------------- | ------------------- | --------- | -------------------- |
| Les données manquantes sont à compléter. |                            |                     |           |                      |
| 1876                                     | 1886                       | le baron d'Arbelles |           |                      |
| 1886                                     | 1900                       | Jean Vassias        |           |                      |
| ...                                      | ...                        | ...                 | ...       | ...                  |
| mars 2014 (réélu en 2020)                | En cours (au 10 août 2020) | Thierry Julien      |           | Technicien supérieur |

## Équipements et services publics

### Enseignement
Corent dépend de l'académie de Clermont-Ferrand. Elle gère une école primaire publique.
Les élèves poursuivent leur scolarité au collège Jean-Rostand, aux Martres-de-Veyre, puis au lycée René-Descartes, à Cournon-d'Auvergne pour les filières générales et sciences et technologies du management et de la gestion, ou au lycée La-Fayette, à Clermont-Ferrand, pour la filière sciences et technologies de l'industrie et du développement durable.

## Population et société

### Démographie
L'évolution du nombre d'habitants est connue à travers les recensements de la population effectués dans la commune depuis 1876. Pour les communes de moins de 10 000 habitants, une enquête de recensement portant sur toute la population est réalisée tous les cinq ans, les populations de référence des années intermédiaires étant quant à elles estimées par interpolation ou extrapolation. Pour la commune, le premier recensement exhaustif entrant dans le cadre du nouveau dispositif a été réalisé en 2008.

En 2022, la commune comptait 782 habitants, en évolution de +7,57 % par rapport à 2016 (Puy-de-Dôme : +2,1 %, France hors Mayotte : +2,11 %).
| 1876 | 1881 | 1886 | 1891 | 1896 | 1901 | 1906 | 1911 | 1921 |
| ---- | ---- | ---- | ---- | ---- | ---- | ---- | ---- | ---- |
| 665  | 644  | 620  | 602  | 629  | 572  | 522  | 499  | 442  |

| 1926 | 1931 | 1936 | 1946 | 1954 | 1962 | 1968 | 1975 | 1982 |
| ---- | ---- | ---- | ---- | ---- | ---- | ---- | ---- | ---- |
| 455  | 394  | 389  | 318  | 309  | 315  | 317  | 395  | 514  |

| 1990 | 1999 | 2006 | 2008 | 2013 | 2018 | 2022 | - | - |
| ---- | ---- | ---- | ---- | ---- | ---- | ---- | - | - |
| 533  | 568  | 641  | 662  | 703  | 766  | 782  | - | - |

## Culture locale et patrimoine

### Lieux et monuments
- Ruines du donjon de Chalus-les-Bussières (attesté au XIIIe siècle).
- Ancien moulin de Chazeron (bâtiment cylindrique).
- Église.
- Croix de Saint-Verny.
- Grottes de Corent (habitat troglodytique) : deux grottes creusées dans la falaise qui domine le village ; la plus grande a été aménagée avec des éléments maçonnés.
- Carrière de pouzzolane du Roc rouge.